# 오노에촌 (효고현)
오노에촌(尾上村)은 효고현 가코군에 설치되었던 촌이다. 현재의 가코가와시에 해당한다.